# Marquis Who’s Who
Marquis Who’s Who (рус. Маркуис Кто есть кто) — американское издательство ряда каталогов, содержащих краткие биографии. Книги, как правило, называются «Кто есть кто в…», например: Кто есть кто в Америке, Кто есть кто среди американских женщин, Кто есть кто в мире, Кто есть кто в науке и технике, Кто есть кто в американской политике, и т. д. Книги Marquis Who’s Who часто встречаются в справочных разделах местных, корпоративных, университетских и правительственных библиотек. До 2016 года — дочерняя компания News World Communications.
Кто есть кто в Америке — её основная публикация, зарегистрированная торговая марка компании News World Communications. New York Times назвала мероприятие по случаю празднования 60-летия Кто есть кто в Америке библиотекарской «ярмаркой тщеславия».
В предисловии «Кто есть кто в Америке» написано, что книга «стремится приводить биографические сведения лидеров американского общества, тех мужчин и женщин, которые влияют на развитие страны».
Содержание книги Marquis Who’s Who включает в себя данные о карьере и личные данные, включая дату и место рождения, имена родителей и членов семьи, образование, труды и творческие работы, общественную деятельность, награды, политическую принадлежность, вероисповедание и адрес. Содержимое книги предоставляется также и в Интернете, для библиотек и других платных подписчиков.
Маркиз не требует публикаций или материальных взысканий с лиц, отобранных в книгу для составления в ней их биографии.

## История
Основанное в 1899 году Альбертом Нельсоном Маркизом, первое издание публикации содержало краткие биографии более 8500 «выдающихся американцев». Альберт Маркиз писал, что цель книги в том, чтобы составить «летопись жизни людей, чьи достижения и вклад в развитие общества делает их субъектами широкого интереса и изучения».
Сегодня компания выпускает более десятка различных серий и предлагает онлайн-базу данных с информацией на 1,4 млн человек; Кто есть кто в Америке содержит более 100000 слов. В 2008 году компания запустила второй веб-сайт (Кто есть кто в Америке), публикующий биографические сведения жизни и карьеры людей, которые, как утверждается, являются наиболее заслуживающими внимания мужчинами и женщинами Америки.
Первоначально независимая, она была приобретена[когда?] конгломератом ITT Corporation. Издательство McMillan Publishers выкупило отдел ITT Corporation в 1985 году. Издательство Рид Элсевьер выкупило Маркиз и Национальный реестр у Макмиллана в 1991 году. News World Communications, которое владеет газетой The Hill, выкупило Маркиз в 2003 году.

## Публикации

### Основные публикации
- Кто есть кто в Америке
- Кто есть кто в мире
- Кто есть кто среди американских женщин
- Кто есть кто в медицине и здравоохранении
- Кто есть кто в науке и технике
- Кто есть кто в области финансов и бизнеса
- Кто есть кто в американском законе
- Кто есть кто в американской политике
- Кто есть кто в американском искусстве
- Кто есть кто в американском образовании

В марте 2008 года, Marquis Who’s Who запустил онлайн-версию галереи Кто есть кто в американском искусстве с функцией поиска по имени исполнителя или СМИ.

### Региональные публикации
- Кто есть кто в Южной и Юго-Западной
- Кто есть кто на Востоке
- Кто есть кто на Среднем Западе
- Кто есть кто на Западе
- Кто есть кто в Азии

### Историческая серия
- Кто-был-кем в Америке
- Кто есть кто в Америке 20-го века